# Aa (Avisar a)
Aa (Avisar a) es la abreviatura escogida en español que hace referencia a la recomendación de incorporar estas letras como entrada de contacto en la agenda de los teléfonos móviles, para que en caso de accidente se avise al teléfono de la persona indicado en dicho registro.
Se debe introducir "Aa nombre", donde nombre corresponde al nombre de la persona elegida para contactar en caso de que el poseedor del teléfono tenga un accidente, esté inconsciente o bien se vea envuelto en una situación de emergencia. Así ese número aparecerá siempre en primer lugar en la agenda
Si se desea añadir más personas a las que avisar en estas situaciones, la Cruz Roja y el Ministerio del Interior de España aconsejan que se agreguen a la lista de contactos de la siguiente forma: "Aa1 nombre1", "Aa2 nombre2", "Aa3 nombre3", etc. Se recomienda introducir estas entradas en todos los móviles, sobre todo en los de familiares mayores o personas con problemas de salud.
Con la llegada de los teléfonos inteligentes no siempre es posible acceder a estos contactos, dado que los teléfonos suelen estar bloqueados con contraseñas. Para evitar esto, deben añadirse en información de emergencia.

## Campaña de divulgación deAa
La iniciativa de utilización de "Aa (Avisar a)" fue propuesta en España en julio de 2009, conjuntamente por la Cruz Roja y el Ministerio del Interior español, con el fin de facilitar a los servicios que atiendan a una persona que sufra una emergencia, la localización de forma sencilla de los familiares o amigos de la misma, que de esta forma podrán acudir rápidamente al lugar donde se encuentra el afectado o dar instrucciones sobre aspectos importante de la víctima, como alergias, posible enfermedad o medicación especial que pueda estar tomando.
La campaña de promoción del uso de esta práctica está basada en los mensajes siguientes:

¿A quién quieres que avisen los servicios de emergencia o los cuerpos de seguridad si te pasa algo?

Pon en la agenda de tu móvil Aa (Avisar a) seguido del nombre de la persona a la que quieres que avisen.

Al estar apoyada por la Administración y la Cruz Roja, se espera que la campaña institucional de su divulgación tenga una buena aceptación y sean mayoría los que la lleven a la práctica.